# Robert Poirier
Robert René Poirier  (né le 16 juin 1942 à Rennes) est un ancien athlète et dirigeant sportif français.

## Biographie
Licencié au Stade rennais athlétisme, il remporte cinq titres de champion de France du 400 mètres haies, en 1963 et de 1965 à 1968, et améliore par ailleurs à trois reprises le record national de la discipline (51 s 0 en 1964, 50 s 6 en 1965 et  50 s 3 en 1966). En 1966, Robert Poirier remporte la médaille de bronze des Championnats d'Europe de Budapest en 50 s 5. Il participe également aux Jeux olympiques de 1964 et de 1968 où il est éliminé respectivement au premier tour et en demi-finale.
Il a été international à 31 reprises. Entraineur des sprinteurs à la VGA Saint-Maur (94) en 1970 et directeur du Haut niveau au sein de l'INSEP, Robert Poirier exerce la fonction de Directeur technique national de l'athlétisme français de 2001 à 2005. Il est remplacé par Franck Chevallier,.

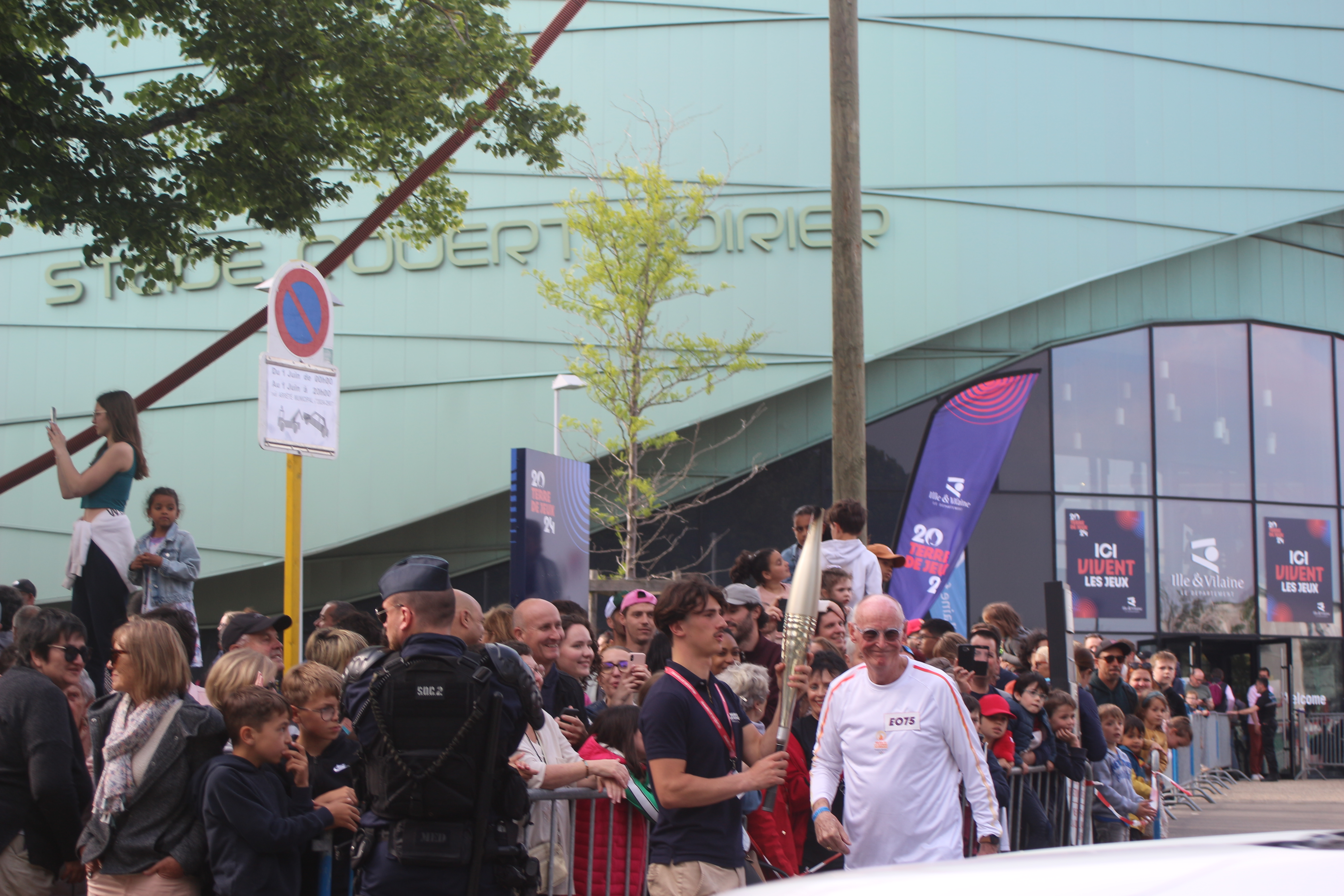
Robert Poirier devant le stade à son nom le 01/06/2024

Il a participé en 2015 à l'inauguration du stade départemental couvert d'athlétisme d'Ille-et-Vilaine, situé à Rennes, portant son nom. Il y a d’ailleurs porté, du haut de ses 81 ans, la flamme olympique le 1er juin 2024.

## Palmarès
| Année | Compétition           | Lieu     | Place | Épreuve     |
| ----- | --------------------- | -------- | ----- | ----------- |
| 1963  | Jeux méditerranéens   | Naples   | 3e    | 400 m haies |
| 1965  | Universiade           | Budapest | 2e    | 400 m haies |
| 1966  | Championnats d'Europe | Budapest | 3e    | 400 m haies |